# Шахта «Краснодарська-Південна»
ДП «Шахта «Краснодарська-Південна» (на стадії реорганізації). Стала до ладу у 1984 р. з виробничою потужністю 100 тис. т/рік. Фактичний видобуток 17,2 тис. т/рік (1999). Шахтне поле розкрите трьома похилими стволами. Шахта віднесена до ІІ категорії за метаном. Відпрацьовує пласт і3' потужністю 1,2 м, кут падіння 30-35°.
Адреса: 94440, смт.Краснодарське, м.Краснодон, Луганської обл.